# Palästinensische Flüchtlinge im Libanon
Offiziell leben 450.000 palästinensische Flüchtlinge und deren Nachkommen im Libanon, die tatsächlichen Zahlen sind jedoch umstritten. Die palästinensische Migration in den Libanon erfolgte in verschiedenen Wellen, als Folge militärischer Auseinandersetzungen in den Nachbarländern. Da den meisten Palästinensern die libanesische Staatsbürgerschaft verwehrt bleibt, leben sie am Rand der libanesischen Gesellschaft. Nur der christlichen Minderheit innerhalb der palästinensischen Flüchtlinge wurde kurz nach ihrer Ankunft 1948 die libanesische Staatsangehörigkeit angeboten.

## Geschichte
Etwa die Hälfte der im Libanon lebenden palästinensischen Flüchtlinge wohnt in einem der zwölf von der UNRWA betriebenen Flüchtlingslager. Die meisten Palästinenser kamen in Folge der Staatsgründung Israels 1948 (ca. 100.000). Danach folgten erneute Flüchtlingswellen im Zuge der Suezkrise 1956, des Sechstagekriegs 1967 (ca. 25.000). Im Zuge der Vertreibung aus Jordanien 1970/71 erreichten noch einmal zwischen 15.000 und 30.000 den Libanon. Seit 2011 fliehen erneut Palästinenser vor dem syrischen Bürgerkrieg in den Libanon.
1956 waren 17 Camps als offizielle Flüchtlingslager anerkannt, in denen die UNRWA die Verwaltung übernahm. Palästinensische Widerstandsbewegungen, wie zum Beispiel die PLO, konnten Ende der 60er Jahre viele Fedajin in den Camps des Libanons rekrutieren. Die palästinensische Nationalbewegung bekam Unterstützung aus der libanesischen Gesellschaft, vor allem von Bauern und städtischen Arbeitern aus der muslimischen Gemeinschaft, sowie von Intellektuellen und Studenten. Nach dem Schwarzen September 1970/71 verlegte die PLO ihre Basis in den Libanon. Dies führte zu einer Reihe von Zusammenstößen zwischen palästinensischen Guerillas und der libanesischen Armee. Der Höhepunkt war der 13. April 1975. An diesem Tag wurde aus einem fahrenden Auto heraus Schüsse auf eine Kirche in einem Beiruter Vorort abgegeben. Daraufhin erschossen Phalangisten aus Rache 27 Palästinenser in einem Bus. Dies wird im Allgemeinen als Auslöser des Libanesischen Bürgerkriegs angesehen. Im Laufe des Bürgerkriegs wurden einige Lager geschlossen, weshalb es heute zwölf offizielle, von der UNRWA unterstützte Flüchtlingslager gibt. Aufgrund von schlechten Lebensbedingungen und dem Massaker von Sabra und Schatila verließen einige Palästinenser den Libanon. Deswegen ist die tatsächliche Anzahl von im Libanon lebenden Palästinenser sehr wahrscheinlich deutlich geringer als die offiziell angegebenen 450.000. Manche Untersuchungen ergaben Zahlen zwischen 175.000 und 270.000 von im Libanon lebende Palästinensern.

## Lebensumstände
Von der libanesischen Regierung werden die meisten palästinensische Flüchtlinge als destabilisierender Faktor in der fragilen religiösen und konfessionellen Zusammensetzung des Landes angesehen. Palästinenser müssen oft als Sündenbock für die Probleme des Libanons herhalten. Dies führt zu vielen Benachteiligungen im Alltag. Ihnen wird die libanesische Staatsbürgerschaft verwehrt, weshalb viele Palästinenser mit Beschränkungen in der Bewegungsfreiheit, dem Erwerb von Eigentum, dem Zugang zum libanesischen Bildungssystem, medizinischer Versorgung und anderen staatlichen Leistungen konfrontiert sind. Eine weitere Folge ist die Benachteiligung am Arbeitsmarkt. Waren Palästinenser 2007 noch von 73 Berufen ausgeschlossen, sind es heute noch 39 Berufe. Insbesondere in gut qualifizierten Bereichen wie Medizin, Jura und Ingenieurwesen. Dies zwingt viele Palästinenser in die Schwarzarbeit, wo sie häufig unter dem staatlich festgelegten Mindestlohn verdienen. Ein weiteres Problem ist die schlecht ausgebaute Infrastruktur in den Lagern. Die anfänglichen Zelte sind über die Jahre Betonblöcke mit Wellblechdächern gewichen. Heute sind die Lager dicht besiedelt und es wird bevorzugt in die Höhe gebaut. Die Substanz der Gebäude ist baufällig. Hinzu kommt eine schlechte Stromversorgung und Abwasserkanäle, die regelmäßig im Winter überfluten. Die UNRWA hat eine weitreichende Infrastruktur aufgebaut, um humanitäre Hilfe zu leisten. Diese nehmen im Libanon etwa 270.000 Palästinensische Flüchtlinge in Anspruch. Dazu zählen 12 Camps, 69 Schulen, 27 medizinische Einrichtungen, 9 Frauenzentren und 2 Berufsschulen. Mehr als 90 Prozent der UNRWA-Mitarbeiter im Libanon sind Palästinenser, was das Hilfswerk zum wichtigsten Arbeitgeber für Palästinenser im Libanon macht. Weil das Hilfswerk von freiwilligen Spenden von Staaten abhängig ist, hat es mit chronischen Finanzierungslücken zu kämpfen.

## Persönlichkeiten
Die palästinensischen Flüchtlingslager haben eine Reihe von bekannten palästinensischen Persönlichkeiten hervorgebracht. Die Erfahrung als Flüchtling unter schlechten Bedingungen leben zu müssen, tritt zudem immer wieder in der palästinensischen Literatur und Kunst auf. Zu den wichtigsten palästinensischen Schriftstellern des Libanons zählen:
Ghassan Kanafani (1936–1972), gilt als einer der wichtigsten arabischen Schriftsteller der Gegenwart. Floh 1948 mit seiner Familie in den Libanon. Sein Roman Umm Saad (1969) spielt teilweise im Flüchtlingslager Bourj Al-Barajneh.
Mahmoud Darwisch (1941–2008), war ein palästinensischer Dichter, der 1948 kurzzeitig mit seiner Familie in den Libanon floh.
Nadschi al-Ali (1938–1987), war ein palästinensischer Cartoonist, der in dem Flüchtlingslager Ain al-Hilweh nahe Sidon aufwuchs.